# Masao Takada
Masao Takada var en japansk fotbollsspelare.